# Alex Strangelove
Alex Strangelove és una pel·lícula de comèdia romàntica dels Estats Units del 2018 dirigida per Craig Johnson i protagonitzada per Daniel Doheny, Antonio Marziale i Joanna Adler.

## Sinopsi
L'estudiant de secundària Alex Truelove ha estat durant molt de temps el millor amic de la Claire, però després de saber que la seva mare té proves de càncer, es besen i comencen a sortir junts. Planegen reservar una habitació d'hotel. En una festa, l'Alex coneix l'Elliot, un adolescent obertament gai, i també comença a tenir sentiments per ell, i això fa que es qüestioni la seva sexualitat.
Durant la nit de la primera vegada que tenen relacions sexuals, l'Alex admet a la Claire que sent alguna cosa per algú més i ella el fa fora. Evitant l'Elliot, l'Alex va a una festa on dorm borratxo amb una noia que acaba de conèixer. La Claire els descobreix, i l'Alex la persegueix de nit. Ell cau en una piscina on els records suprimits de la seva infantesa tornen a ell. La Claire el troba fora de la piscina, moment en què ell li diu que és gai.

## Repartiment
- Daniel Doheny com a Alex Truelove
- Antonio Marziale com a Elliott
- Joanna Adler com a Holly Truelove
- William Ragsdale com a Ron Truelove
- Isabella Amara com a Gretchen
- Madeline Weinstein com a Claire
- Kathryn Erbe com a Helen
- Ayden Mayeri com a Hilary
- Daniel Zolghardi com a Dell
- Annie Q. com a Sophie Hicks
- Nik Dodani com a Blake
- Fred Hechinger com a Josh
- Sophie Faulkenberry com a Sierra
- Dante Costabile com a Dakota